# Eishockeyverband Nordrhein-Westfalen
Der Eishockeyverband Nordrhein-Westfalen (EHV-NRW) ist der Dachverband der Eishockeyvereine in Nordrhein-Westfalen. Er ist Mitglied des Landessportbund Nordrhein-Westfalen (LSB NRW) und einer der 15 Landesverbände des Deutschen Eishockey-Bunds (DEB).
Bei Gründung des Verbands 2015 war er der erste reine Eishockey-Landesverband in Deutschland – alle andere Landesverbände vertraten den gesamten Eissport eines Landes, zum Teil auch den Rollsport.

## Geschichte
Der Gründung des EHV NRW ging die Unzufriedenheit der Eishockeyclubs in NRW mit dem für Eishockey zuständigen Landeseissportverband Nordrhein-Westfalen (LEV NRW) unter dessen Präsident Wolfgang Sorge voraus. Diese führten zu offenen Streitigkeiten zwischen dem LEV NRW einerseits und den NRW-Eishockeyclubs und dem DEB andererseits. Unter anderem wollte der LEV NRW alle Mannschaften der drei Clubs sperren lassen, die sich regulär für die vom DEB neu gegründete Oberliga Nord beworben hatten – die Sperre wurde später vom DEB-Schiedsgericht verworfen. Bemängelt wurden zudem undemokratische Strukturen innerhalb des LEV NRW und der Fremdbestimmung der Eishockeyclubs durch die anderen Eissportvereine.
Der Verband wurde am 21. Oktober 2015 gegründet. Am 2. Dezember 2015 folgte die Aufnahme in den DEB, am 1. Februar 2016 die Aufnahme in den LSB NRW. Anfang Februar wurde der LEV NRW aus dem DEB ausgeschlossen, im Mai 2016 aber auf Vorschlag des ständigen Schiedsgerichtes des DEB wieder aufgenommen.

## Organisation

### Organe
Höchstes Organ ist die Mitgliederversammlung, die in der Regel einmal jährlich stattfindet. In dieser hat jedes Mitglied eine Stimme.
Der Vorstand besteht aus einem Präsidenten, derzeit Achim Staudt, und drei Vizepräsidenten, derzeit Axel Pfannenmüller, Frauke Rautenberg und Peter Schüller. Weitere Organe des Verbands sind das Spielgericht, der Kontrollausschuss sowie die Regionalräte der drei Regionen, die die Mitgliedsvereine zwischen den Mitgliedsversammlungen vertreten und beratend an den Vorstandssitzungen teilnehmen.

### Regionen
Der EHV NRW ist in drei Regionen eingeteilt:
- Region Ost: Östliches Ruhrgebiet und Ostwestfalen-Lippe (z. B. Dortmund, Bielefeld)
- Region Mitte: Westliches Ruhrgebiet und Niederrhein (z. B. Düsseldorf, Duisburg, Krefeld)
- Region Süd: Mittelrhein und Bergisches Land (z. B. Köln, Aachen)

### Präsidenten
- 2015–2018 Bernd Schnieder[7]
- 2018–2020 Rainer Maedge[8]
- seit 2020 Achim Staudt[9]

## Spielbetrieb
Der EHV NRW richtet seit der Saison 2016/17 die Regionalliga West aus, an der auch Mannschaften aus Hessen und Rheinland-Pfalz teilnehmen können. Darunter wurden die Landesliga NRW und die Bezirksliga NRW in mehreren regionalen Gruppen ausgespielt. Die Landesliga NRW wurde 2020 zu Gunsten der Regionalliga West aufgelöst. Die Regionalliga West und die dazugehörige Bezirksliga NRW werden in vier regionalen Gruppen ausgespielt.
Daneben richtet der EHV NRW für die Frauen die 2. Liga Nord für ganz Norddeutschland, die Landesliga NRW (ehemals NRW-Liga) und die Bezirksliga NRW aus. Dabei nimmt seit 2019 an der 2. Liga Nord mit den Cold Play Sharks Mechelen auch ein Team aus Belgien an der Liga teil. Die Landes- und Bezirksliga steht auch Mannschaften aus Hessen offen. Dazu kommen Ligen in allen Nachwuchsklassen.

### Seniorenligen 2023/24
| Regionalliga NRW | Landesliga NRW | Bezirksliga NRW |
| --- | --- | --- |
| - Bergisch Raptors - Ratinger Ice Aliens - Neusser EV - ERV Dinslakener Kobras - Grefrather EG - EHC Troisdorf - ESV Grizzlys Bergkamen - GSC Moers - Eisadler Dortmund - ESV Bergisch Gladbach - TuS Wiehl | - Eisadler Dortmund 1b - ERV Dinslakener Kobras 1b - ESC Rheine - Herner EV 1b - Hammer Eisbären 1b - Neusser EV 1b - Soester EG | - EHC Troisdorf 1b - TuS Wiehl 1b - ESC Kristall Lippstadt - ESV Grizzlys Bergkamen 1b - Spielgemeinschaft: TSVE Bielefeld / SV Brackwede |

### Meister
| Saison  | Regionalliga        | Landesliga             | Bezirksliga                                       | NRW Pokal           | Landesliga Pokal       |
| ------- | ------------------- | ---------------------- | ------------------------------------------------- | ------------------- | ---------------------- |
| 2016/17 | Hammer Eisbären     | Bergisch Raptors       | EHC Netphen                                       |                     |                        |
| 2017/18 | Ice Dragons Herford | TuS Wiehl              | Gr. 1: ESC Kristall Lippstadt Gr. 2: Herner EV 1b |                     |                        |
| 2018/19 | Ice Dragons Herford | TuS Wiehl              | TuS Wiehl 1b                                      |                     |                        |
| 2019/20 | – (C)               | Eisadler Dortmund      | – (C)                                             | Hammer Eisbären     |                        |
| 2020/21 | – (C)               |                        | – (C)                                             | – (C)               |                        |
| 2021/22 | EV Duisburg         | ESV Bergisch Gladbach  | ESC Rheine                                        | Ratinger Ice Aliens |                        |
| 2022/23 | EHC Neuwied         | EHC Troisdorf          | Neusser EV 1b                                     |                     | ESC Kristall Lippstadt |
| 2023/24 | Ratinger Ice Aliens | ESV Grizzlys Bergkamen | Soester EG                                        | ESC Rheine          |                        |

### Frauenligen 2023/24
| 2. Liga Nord | Landesliga NRW | Bezirksliga NRW |
| --- | --- | --- |
| - EC Bergisch Land - EC Hannover Indians - Cold Play Sharks Mechelen (BEL) - ERV Dinslakener Kobras - KEC "Die Haie" - Grefrather EG - Spielgemeinschaft: EC Bergkamen 1b / ESV Bergkamen | - DEC Düsseldorfer Devils - ESV Grizzlys Bergkamen 1b - KEC "Die Haie" 1b - Ratinger Ice Aliens - TSVE Bielefeld - Eisadler Dortmund - Tornado Women Luxembourg (LUX) | - KEC "Die Haie" 1c - EJ Kassel Huskies Ladies - ESV Bergisch Gladbach - DSC Krefeld - Herforder EV - Spielgemeinschaft: Darmstadt Dukes / Löwen Frankfurt |